# Cseh András (rajzfilmrendező)
Cseh András (Budapest, 1927. május 2. – 2017. december 30.) magyar rajzfilmrendező.

## Életpályája
1946–1951 között a Képzőművészeti Főiskolára járt, ahol Szőnyi István tanítványa volt. 1961-től a Pannónia Filmstúdió alkalmazásában állt, eleinte mozdulattervezőként, majd operatőr és rendező lett. A Magyar Televíziónak is dolgozott.
Előbb Macskássy Gyula munkatársa, majd Csermák Tibor mozdulattervezője volt a Piros pöttyös labda (1961) című filmnél. Foglalkozott reklámfilmek készítésével is, s dolgozott sorozatok, így az USA számára gyártott bérmunka kollektívájában (Artúr-sorozat, 1961). Önálló alkotásai közül kiemelkedik a modern hangvételű, kesernyés filozófiájú A tapéta nem minden (1964).

## Filmjei

### Rendezőként
- Artúr-sorozat (1961)[2]
  - Artúr és Aladdin (1961)
  - Artúr elveszett a hóban (1961)
  - Artúr találkozása a robotemberrel (1961)
- Peti-sorozat (1962–1963)
  - Peti és a marslakók (1963)
  - Peti vidám űrutazása (1963)
- A tapéta nem minden (1964)
- Marci-sorozat (1964)
  - Marci Alaszkában (1964)
- Áprilisi szél (1965)
- Futyuri mint mesterdetektív (1966)[3]
- Topino-sorozat (1967)
- Vili és Bütyök-sorozat (1968–1969)
- Hurrá-sorozat (1970)
- Frakk-sorozat (1971–1972, 1978–1984; operatőr és animátor is)
- A szélkötő Kalamona (1973)
- Ambíció (1973)
- Jómadarak-sorozat (1979)
- Bűvésziskola (1984)
- Vackor (1985; forgatókönyvíró, operatőr és animátor is)
- Bolondoska Ivanuska (1985)

### Operatőrként
- Egér és oroszlán (1957)
- A török és a tehenek (1957 Király Erzsébettel)
- A telhetetlen méhecske (1958)

### Animátorként
- A kiskakas gyémánt félkrajcárja (1951)
- Erdei sportverseny (1952)
- Kutyakötelesség (1953)
- A két bors ökröcske (1955)
- A piros pöttyös labda (1961)

## Díjai
- Operatőri nivódíjak (1968)
- Környezetvédelmi film-különdíjak (1975)